# Conchobar I Rot
Conchobar I Rot („Czerwony”) – legendarny król Ulaidu z dynastii Milezjan (linia Ira, syna Mileda) w latach 316-286 p.n.e. Syn Cathaira, syna Coraina.
Został królem Ulaidu po swym stryju Uamanchanie. Informacje o nim zostały zawarte w źródłach średniowiecznych, np. „Rawlinson B 502” z XII w., gdzie na jego temat zanotowano: Conc[h]ob[or] Rot m[ac] Catháer m[eic] Corráī[n] .xxx. b[liadna] (faksymile i kolumna 156b). Dowiadujemy się z tego źródła, że panował trzydzieści lat (małymi literami rzymska cyfra XXX) nad Ulaidem z Emain Macha. Jego następcą został kuzyn Fiachna I mac Fedlimid, wnuk Uamanchana, króla Ulaidu.